# Villanova Truschedu
Villanova Truschedu är en ort och kommun i provinsen Oristano i regionen Sardinien i Italien. Kommunen hade 301 invånare (2017).